# Алонісос (муніципалітет)
Алоні́сос — муніципалітет в Греції, в складі ному Магнісія периферії Фессалія. Адміністративний центр — містечко Алонісос.
В муніципалітеті 1992 року створено морський парк Алонісос.

## Склад
Територіально муніципалітет складається з низки островів архіпелагу Північні Споради, з яких найбільші:
- Алонісос — 61,1 км²
- Кіра-Паная — 24,8 км²
- Перістера — 14,3 км²
- Юра — 11,1 км²
- Скандзура — 6,3 км²
- Піперіон — 4,2 км²
- Аделфі — 1,0 км²

## Населення
Населення муніципалітету становить 2700 осіб (2001; 2 985 в 1991, 1 554 в 1981):
- Алонісос — 2 672 особи
- Аделфі — 11 осіб
- Кіра-Паная — 10 осіб
- Перістера — 5 осіб
- Піперіон — 2 особи

## Поселення
Муніципалітет складається з 14 поселень, з яких 10 знаходиться на острові Алонісос (інші мають аналогічну назву острова, на якому знаходяться):
| Поселення  | Грецька назва | Населення, осіб (2001) | Поселення   | Грецька назва | Населення, осіб (2001) |
| ---------- | ------------- | ---------------------- | ----------- | ------------- | ---------------------- |
| Патітіріон | Πατητήρι      | 1 697                  | Каламакія   | Καλαμάκια     | 45                     |
| Воці       | Βότση         | 500                    | Крісі-Мілія | Χρυσή Μηλιά   | 35                     |
| Алонісос   | Αλόννησος     | 173                    | Геракас     | Γέρακας       | 24                     |
| Стені-Вала | Στενή Βάλα    | 107                    | Ісомата     | Ισιώματα      | 19                     |
| Муртерон   | Μουρτερό      | 65                     | Айос-Петрос | Άγιος Πέτρος  | 7                      |

| Греція | Це незавершена стаття з географії Греції. Ви можете допомогти проєкту, виправивши або дописавши її. |

1. ↑  https://www.statistics.gr/2021-census-legal-pop-results
2. ↑  https://www.statistics.gr/2011-census-pop-hous